# Innerdeutscher Branntweinschmuggel
Bei dem hier als innerdeutsch bezeichneten Branntweinschmuggel handelt es sich ausschließlich um die  1948 während der Berlin-Blockade begonnene, zunächst auf West-Berlin beschränkte, ab 1949 in die Bundesrepublik ausgeweitete illegale Verbringung von Branntwein aus einem staatlichen Lager des Sowjetsektors.

## Ursachen und Zweck
Nach der auch in West-Berlin gültigen Währungsreform 1948 unternahm die Sowjetunion den Versuch, durch die Berlin-Blockade die Westalliierten  zur Aufgabe der West-Berliner Sektoren zu veranlassen oder zu zwingen, die Sektoren in die Sowjetische Besatzungszone einzugliedern. Zur Unterstützung dieses Versuchs und zugleich zur wirtschaftlichen und fiskalischen Schwächung West-Berlins wurde der Schmuggel von hochsteuerbaren Waren, darunter 96%iger Branntwein, aus dem Sowjetsektor in die westlichen organisiert. Die Abgabe erfolgte zu wesentlich niedrigeren Preisen in harter Währung, ohne steuerliche Belastung und monopolrechtliche Auflagen, ausschließlich zur Verbringung in den Westen.

## Schmuggelwege
Zunächst beschränkte sich der Branntweinschmuggel auf Berlin, wo die Gefahr der Aufdeckung wegen der noch offenen  Sektorengrenzen gering war. Für den Transport von Ost- nach West-Berlin wurden vorwiegend kleinere, unauffällige Gebinde oder in PKW eingebaute Geheimtanks benutzt.
Im folgenden Jahr wurde auch Branntwein über die Zonengrenze in die Zonen der Westalliierten (bald Bundesrepublik) geschmuggelt. Dafür wurden überwiegend 200-Liter-Fässer verwendet. Um das Risiko der Entdeckung durch Zoll und Polizei schon in West-Berlin auszuschließen, wurden an Transitstrecken nach Westdeutschland Auslieferungslager eingerichtet. In Michendorf erfolgte in der Nähe der Grenzübergangsstelle Drewitz die Auslieferung für die Transporte auf den Autobahnen Berlin–Hannover und Berlin–München, in Friesack an der vor der Stadt gelegenen Tankstelle für Schmuggel auf der B5/F5 Berlin–Hamburg.

## Organisation
Den Schmuggel führten zunächst vorwiegend West-Berliner durch. Nach der Ausweitung auf die Bundesrepublik organisierten Gruppen durch den Krieg staatenlos gewordener Personen den Schmuggel. Sie kauften das Schmuggelgut in der Storkower Straße, regelten dessen Übernahme an den Auslieferungslagern und Transport über die Grenze und überwachten jenseits der Zonengrenze die Auslieferung an die Abnehmer. Zumeist waren sie bei der Auslieferung zugegen, um den Kaufpreis selbst zu kassieren und um anschließend ihre Helfer zu bezahlen. Helfer waren vor allem kleinere Berliner und westdeutsche Fuhrunternehmer, die im Berlin- und Interzonenverkehr tätig waren und durch den Transport zusätzliche Einnahmen erzielten, sowie angestellte Kraftfahrer, die dadurch ein zusätzliches Einkommen erlangten. Auf ihren Fahrzeugen wurden die Fässer zwischen oder hinter legalen Transportgütern so versteckt, dass sie auf den westdeutschen Kontrollstellen bei den gelegentlichen Augenscheinprüfungen der Ladung unentdeckt blieben. Die Kontrollstellen verfügten über keine Be- und Entladevorrichtungen; im Interesse eines zügigen Berlin- und Interzonenverkehrs registrierten sie nur die Einreise und überwachten zeitlich die Wiederausreise aus der SBZ/DDR. So ist tatsächlich kein Transport illegalen Branntweins an der Zonengrenze aufgedeckt worden.

## Absatz der Schmuggelware
In den Absatzgebieten übernahmen die Organisatoren regelmäßig selbst die Verteilung, damit ein direkter Kontakt zwischen Beförderern und Abnehmern (der zur Ausschaltung der Organisatoren führen konnte) vermieden wurde. Deshalb mieteten die Organisatoren zumeist Kleinlaster an, auf die sie auf Autohöfen oder abgelegenen Parkplätzen die Schmuggelware umladen ließen und mit denen auch die Auslieferungen an die Abnehmer weniger auffällig durchgeführt werden konnten.
Als Abnehmer fanden sich bundesweit Spirituosenhersteller, die zur Herstellung ihrer Erzeugnisse neben ordnungsgemäß von der Monopolverwaltung bezogenem oder dort erfasstem Branntwein Schmuggelware verwendeten. Sie konnten dank der Verwendung der günstiger eingekauften Schmuggelware ihre Branntweinerzeugnisse zu niedrigeren Preisen anbieten, was u. U. Verdacht erregen konnte, oder sie erzielten bei Preisgleichheit größere Gewinne, was im damals stark umkämpften Gewerbe der Spirituosenherstellung das Überleben eher ermöglichte.
Unabhängig von den oben beschriebenen Gruppen setzte ein durch seinen Schmuggel über die Sektorengrenzen schon auffällig gewordener Berliner seine Tätigkeit mit der Verbringung von Branntwein in die Bundesrepublik fort. Er transportierte ihn in LKW-Ersatzrädern, in die er Tanks mit einem Fassungsvermögen von mehr als 110 l einbauen ließ und zudem einen Fahrradschlauch, der im Falle einer Prüfung einen ordnungsgemäßen Luftdruck vortäuschen sollte.

## Tataufklärung

Zeitungsmeldung über Branntweinschmuggel

Die Aufklärung des Branntweinschmuggels unter diesen Umständen war erheblich erschwert. Erst nach Jahren gelang den westdeutschen Behörden ein Erfolg. Sie gelang nur dank eines Aufgriffs bei einer Auslieferung in Hamburg und durch anschließende Puzzlearbeit der Zollfahndung. Bei der wurden die Anschreibungen der Kontrollstellen, die Tachoscheiben verdächtiger Fuhrunternehmen, bei Autovermietungen Mietverträge und Fahrstrecken der gemieteten Kleinlaster sowie Hotelübernachtungen der Organisatoren ausgewertet und bei den in Verdacht stehenden Spirituosenherstellern die ordnungsgemäßen Bezüge bei der Monopolverwaltung mit dem Umfang ihrer Herstellung verglichen. Das zusammengetragene Material war so erdrückend, dass zunächst Teilgeständnisse abgelegt wurden und das Geflecht der Organisation im Verlauf weiterer langwieriger Ermittlungen aufgedeckt wurde. In der Sache, in der der Schmuggel von 100.000 l Branntwein und damit ein Abgabenausfall von mehr als 1 Mio. DM nachgewiesen wurde, wurden in einer 895 Seiten umfassenden Schrift über 100 Personen angeklagt.

## Koordination
Entscheidend für die erfolgreiche Bekämpfung dieses Schmuggels und die Zerschlagung der einzelnen, untereinander z. T. personell wechselnden Gruppen war, dass die in mehreren Orten der Bundesrepublik anhängigen Ermittlungen von der Staatsanwaltschaft Hamburg übernommen wurden und dabei die Sache auch rechtlich einheitlich behandelt wurde, woran es zuvor angesichts unterschiedlicher abgabenrechtlicher Wertungen des Deliktes mangelte.
Im Zusammenhang mit den Ermittlungen wurde in Hamburg der Betrieb einer Geheimbrennerei aufgedeckt.